# Naturpark Lahn-Dill-Bergland
Seit dem 24. September 2007 besteht der Naturpark Lahn-Dill-Bergland. Er ist damit der elfte Naturpark in Hessen und hat eine Größe von aktuell rund 83.090 Hektar. Der Naturpark ist eine vom Mittelgebirge geprägte Region im westlichen Mittelhessen (Deutschland). Ihre Zusammensetzung umfasst im Wesentlichen die ehemaligen (bis 1974) Landkreise Biedenkopf (heute Westteil des Landkreises Marburg-Biedenkopf) und Dillkreis (heute Nordwesten des Lahn-Dill-Kreises), am Südostrand ergänzt um die Gemeinden Bischoffen (ohnehin bis 1972 im Landkreis Biedenkopf), Hohenahr und Ehringshausen (Altkreis Wetzlar). Bis 2014 war auch die Gemeinde Lohra (Altkreis Marburg) Teil der Region und des Naturparks, trat dann aber aus, um der Region Marburger Land beizutreten. Der Naturpark erstreckt sich über alle Gemeinden der Region, seit Breidenbach und Dietzhölztal im Nordwesten, die die Mitgliedschaft im Naturpark im Jahr 2008 beantragt hatten, nach einer Gesetzesänderung 2017 aufgenommen werden konnten.

## Geographie
Grob begrenzt von der Lahn-Dill-Schleife – im östlichen Norden jedoch die Lahn geringfügig und im Westen die Dill deutlich übertretend – befindet sich die Region in Teilen des Landkreises Marburg-Biedenkopf und des Lahn-Dill-Kreises. Ihr Kernland liegt im Gladenbacher Bergland, im Südwesten stößt sie an den Westerwald und im Nordwesten an das Rothaargebirge.
Sie wird durch die Stadt Biedenkopf im Norden, das Stadtgebiet Gladenbachs im Osten, die Gemeinde Ehringshausen im Süden sowie die Stadt Haiger im Westen begrenzt.

### Naturräume
Das Lahn-Dill-Bergland besteht naturräumlich zu großen Teilen aus der Haupteinheit Gladenbacher Bergland in der Haupteinheitengruppe Westerwald.
Weitere Haupteinheiten aus den Haupteinheitengruppen Westerwald und Süderbergland kommen in Teilen hinzu:.
Folgende Untereinheiten werden im Lahn-Dill-Bergland unterschieden:
- 32 Westerwald
  - 320 Gladenbacher Bergland
    - 320.0 Lahn-Dill-Bergland
      - 320.00 Breidenbacher Grund
      - 320.01 Bottenhorner Hochflächen
      - 320.02 Schelder Wald
      - 320.03 Zollbuche
      - 320.04 Hörre
      - 320.05 Krofdorf-Königsberger Forst

    - 320.1 Gladenbacher Hügelland
      - 320.10 Damshäuser Kuppen
      - 320.11 Elnhausen-Michelbacher Senke
        - 320.12 Salzbödetal

      - 320.13 Niederweidbacher Becken

    - 320.2 Oberes Lahntal

  - 321 Dilltal (mit Struth)
    - 321.0 Unteres Dilltal
    - 321.1 Oberes Dilltal
    - 321.2 Struth

  - 322 – Hoher Westerwald
    - 322.0 Westerwälder Basalthochfläche

  - 323 – Oberwesterwald
    - 323.0 Westerwald-Osthang (Dillwesterwald)

- 33 Süderbergland
  - 333 Hochsauerland (Rothaargebirge)
    - 333.0 Dill-Lahn-Eder-Quellgebiet
      - 333.00 Kalteiche (mit Haincher Höhe)
      - 333.01 Ederkopf-Lahnkopf-Rücken

    - 333.3 Sackpfeife

  - 332 Ostsauerländer Gebirgsrand
    - 332.0 Sackpfeifen-Vorhöhen (mit Wollenberg)

### Berge
Grenzt man das Lahn-Dill-Bergland nach den Gemarkungsgrenzen der beteiligten Kommunen ein, so sind der 675,9 m ü. NN hohe Jagdberg und die ebenfalls 674 m ü. NN hohe Sackpfeife – beides Ausläufer des Rothaargebirges – die höchsten Berge der Region. Im eigentlichen Gladenbacher Bergland stellt indes die 609 m ü. NN hohe Angelburg die höchste Erhebung dar.
Folgende Erhebungen dominieren u. a. die einzelnen Gebirgszüge und Naturräume:
- Rothaargebirge, Struth und Ostsauerländer Gebirgsrand
  - Kalteiche (mit Haincher Höhe) – Bergrücken in Südwest-Nordost-Richtung zwischen den Tälern von Dill und Dietzhölze im Westen der Lahn-Dill-Region
    - Nordhöll** (641 m)
    - Dillkopf*** (605,9 m, Dillquelle)
    - Kalteiche***** (579,3 m)
      - Sinnerhöfchen (572,7 m)

  - Struth (naturräumlich zum Westerwald gezählt, jedoch Südostabdachung der Haincher Höhe)
    - Hemmrain (561 m)
    - Eibershain (560 m)

  - Ederkopf-Lahnkopf-Rücken (Quellgebiet von Lahn, Eder und Sieg, das sich nordwestlich an die Kalteiche anschließt und größtenteils in NRW liegt)
    - Kompass***** (694,1 m)
      - Jagdberg (675,9 m) – Kompass-Ausläufer nahe der Landesgrenze

    - Eichholzkopf** (610 m)

  - Sackpfeife (Norden der Region Lahn-Dill, Osten des Rothaargebirges)
    - Sackpfeife*** (673,5 m) – an der Grenze zur Gemarkung Hatzfeld
      - Hainpracht (631 m) Biedenkopfer Stadtberg

  - Sackpfeifen-Vorhöhen (Ostabdachung der Sackpfeife im Ostsauerländer Gebirgsrand)
    - Arennest (592 m)
- Gladenbacher Bergland
  - Breidenbacher Grund (im Norden des Gladenbacher Berglandes, unmittelbar südlich von Lahn und Stadt Biedenkopf)
    - Schwarzenberg* (568 m) – großes zusammenhängendes Waldgebiet südlich von Biedenkopf
      - Hachenberg (552 m) – nördlicher Vor-Gipfel
      - Nimerich (533 m) – südöstlicher Vor-Gipfel; höchste Erhebung der Gemeinde Dautphetal

    - Schadenberg* (545 m) – im Süden

  - Bottenhorner Hochflächen – zentrales Hochplateau um den Bad Endbacher Ortsteil
    - Angelburg (609 m) – wird auch zum Schelder Wald gezählt
      - Schmittgrund (590 m) – südlicher Angelburg-Ausläufer, wird auch zum Schelder Wald gezählt

    - Hornberg (577 m) – im Westen
    - Würgeloh (563,9 m) nördlich Hartenrod / Bad Endbach
    - Daubhaus (551,8 m) nördlich von Rachelshausen / Gladenbach, im Osten der Hochflächen
    - Scheid (538,7 m) im Zentrum der Hochflächen
      - Hünstein (504 m) – kein wirklich eigenständiger Gipfel, jedoch mit Aussichtsturm; Namensgeber von Holzhausen am Hünstein

  - Schelder Wald (ohne Angelburg, s. o.)
    - Eschenburg (590 m ü. NN) – Westlicher Schelder Wald, am Dietzhölzetal
    - Hohe Koppe (540,2 m) – Nordosten
    - Stockseite (516 m) – Osten

  - Zollbuche (Höhenzug in West-Ost-Richtung zwischen Schelder Wald und Lohra)
    - Schönscheid (498 m) – nordwestlich Günterod
    - Bad Endbacher Platte (487,7 m) – westlicher Gipfel, im Zentrum des Naturraums Zollbuche
    - Hemmerich (475,7 m) – im äußersten Osten, bildet mit Koppe und Dreisberg das Östliche Dreigestirn des Gladenbacher Berglandes
      - Koppe (454 m) – mit Aussichtsturm; nah Gladenbach-Erdhausen
      - Dreisberg (448 m)

  - Hörre (Südwesten des Gladenbacher Berglandes, beginnend östlich der Dill zwischen Herborn / Katzenfurt bis Bischoffen)
    - Alteburg (445 m) – im Zentrum
    - Roßberg (392 m) – südlich Bischoffen
    - Koppe (354 m) – westlich Kölschhausen

  - Krofdorf-Königsberger Forst (südlicher und südöstlicher Teil des Gladenbacher Berglandes)
    - Alteburg*** (442 m) – im Zentrum
    - Ramsberg*** (ca. 435 m) – Burg Hohensolms

  - Damshäuser Kuppen (äußerster Nordosten der Region östlich der Dautphe, der nach Osten in den Marburger Rücken übergeht)
    - Rimberg*** (498 m) – Nordosten, mit Aussichtsturm
    - Kappe (494 m) – Norden
    - Schweinskopf (472 m) – bei Dautphetal-Herzhausen im Westen der Kuppen
    - Dusenberg (457 m) – bei Dautphetal-Herzhausen im Südwesten der Kuppen
    - Donnerberg*** (370 m) – im (nicht mehr sehr kuppigen) Süden der Kuppen, nordöstlich von Gladenbach
- Westerwald
  - Hoher Westerwald
    - Unbenannte Anhöhe südwestlich Langenaubachs*** (558 m)
      - Bernbergskopf (541 m)

    - Hirschbergkoppe (538 m)

  - Dillwesterwald
    - Hoheroth (491 m)
      - Wacholderberg (473 m)
      - Roter Berg (438 m)
      - Frauenberg (413 m)

    - Kornberg (454 m)
    - Gaulskopf (424 m)
    - Rodelstein (414 m)

(*: an der Naturparkgrenze, jedoch ganz in der Region; **: in der Region, jedoch nicht im Naturpark; ***: an der äußeren Naturparkgrenze; ****: außerhalb des Naturparks, an der äußeren Grenze der Region; *****: außerhalb der Region)

## Geschichte
Beiträge zur Geschichte der Region finden sich im Artikel Mittelhessen. Die Montangeschichte wird in Lahn-Dill-Gebiet beschrieben.

### Namensherkunft
Den Namen erhielt das Lahn-Dill-Bergland durch die bereits genannten Flüsse Lahn und Dill. Abgeleitet wurde der Name von dem Naturraum Lahn-Dill-Bergland (Gladenbacher Bergland), der allerdings eine etwas andere Flächenzusammensetzung als die Region hat. Da die Begrenzung der Region den Verwaltungsgrenzen der beteiligten Gemeinden entspricht, fallen einige Teile des genannten Naturraumes weg, während andererseits noch Teile der Naturräume Dilltal sowie Hochsauerland (Rothaargebirge) hinzukommen.
Im Oktober 2000 wurde die Region durch das Land Hessen als „Landschaftsschutzgebiet Lahn-Dill-Bergland“ ausgewiesen.

### Region Lahn-Dill-Bergland e.V.
Der Verein Region Lahn-Dill-Bergland e. V. wurde 1996 durch 14 Städte und Gemeinden, sowie einer Vielzahl von Privatpersonen, Unternehmen und Verbänden gegründet. Ab 2004 gehörten dem Verein 19 Städte und Gemeinden an, seit 2014 sind es durch den Austritt Lohras nur noch 18. Ziel des Vereins ist die Förderung der ländlichen Regionalentwicklung. 2002 wurde die Region in ein Europäisches Förderprogramm für Landentwicklung („LEADER+“) aufgenommen und seit März 2003 hat der Verein ein hauptamtliches Regionalmanagement, um der Aufgabe als Förderregion gerecht zu werden. Als Regionalmanager fungierte bis Anfang 2013 der ehemalige Landtagsabgeordnete Ernst-Ludwig Wagner, der dann in den Ruhestand ging. Seine Nachfolgerin wurde Marion Klein. Zwischenzeitlich konnte eine Vielzahl von Projekten auf den Weg gebracht werden, die der Entwicklung der Region dienen.
Um den Gedanken der regionalen Entwicklung zu stärken, organisiert der Verein in Zusammenarbeit mit den Ämtern für den ländlichen Raum jährlich den Tag der Regionen. Dieser bundesweite Aktionstag, der für gewöhnlich am Erntedanksonntag stattfindet, soll das Bewusstsein der Menschen in der Region stärken, dass sie durch ihr eigenes Verhalten eine regionale Entwicklung mit beeinflussen können. So wurde beispielsweise 2003 der Tag der Regionen unter dem Thema „Apfel“ mit dem Slogan „Was hat die Biene mit dem Schnaps zu tun?“ mit sehr positiver Resonanz der Bevölkerung durchgeführt.
Im Jahr 2005 fand der Tag mit dem Thema „Brot“ unter dem Slogan „Vom Korn zum Brot“ am 2. Oktober an der Eselsmühle in Lohra statt. Gastgeber ist jeweils im Wechsel eine Kommune des Lahn-Dill-Kreises und eine Kommune des Landkreises Marburg-Biedenkopf.
Folgende Kommunen gehören aktuell dem Verein Lahn-Dill-Bergland e. V. an:
| - Angelburg - Bad Endbach - Biedenkopf | - Bischoffen - Breidenbach - Dautphetal | - Dietzhölztal - Dillenburg - Ehringshausen | - Eschenburg - Gladenbach - Haiger | - Herborn - Hohenahr - Mittenaar | - Siegbach - Sinn - Steffenberg |